# جووانی گالاووتی
جووانی گالاووتی (ایتالیایی: Giovanni Gallavotti؛ زاده ۲۹ دسامبر ۱۹۴۱) فیزیک‌دان اهل ایتالیا است. او در سال ۲۰۰۷ برنده مدال بولتزمن شد.